# Grassy Ridge (Rockbridge County, Virginia)
Grassy Ridge ist ein kleiner Gebirgskamm in den Appalachen im Rockbridge County im US-Bundesstaat Virginia. Er befindet sich 6 Kilometer nordöstlich von Lexington, etwa einen halben Kilometer östlich der U.S. Highway 11. Im östlichen Tal verläuft der Warm Run. Seine Höhe laut GNIS beträgt 419 Meter.